# Geōrgios Chalkiopoulos
Geōrgios Chalkiopoulos (in greco Γεώργιος Χαλκιόπουλος?; 1901) è stato un pallanuotista greco.
Ha rappresentato la Grecia nei tornei di pallanuoto ai Giochi di Parigi 1924.